# Ocell de l'any
Ocell de l'any és una iniciativa creada en 1988 per la Societat Espanyola d'Ornitologia (SEO/BirdLife) mitjançant la qual es tria un ocell cada any (amb excepció del 1989 i 1991) per a posar de manifest les amenaces que pesen sobre aquesta espècie concreta.
L'espècie se selecciona tant pel seu grau d'amenaça com perquè resulti representativa d'ecosistemes o comunitats amenaçades.
Aquesta iniciativa és corrent entre diverses de les ONG incloses dins de BirdLife International i es va encetar inicialment a Alemanya:
- Alemanya, NABU Vogel donis Jahres, des de 1971

- Armènia, ASPB Bird of the year, des de 2009

- Suïssa, Schweizer Vogelschutz Vogel donis Jahres

- Bielorússia,

## Ocells de l'Any a Espanya

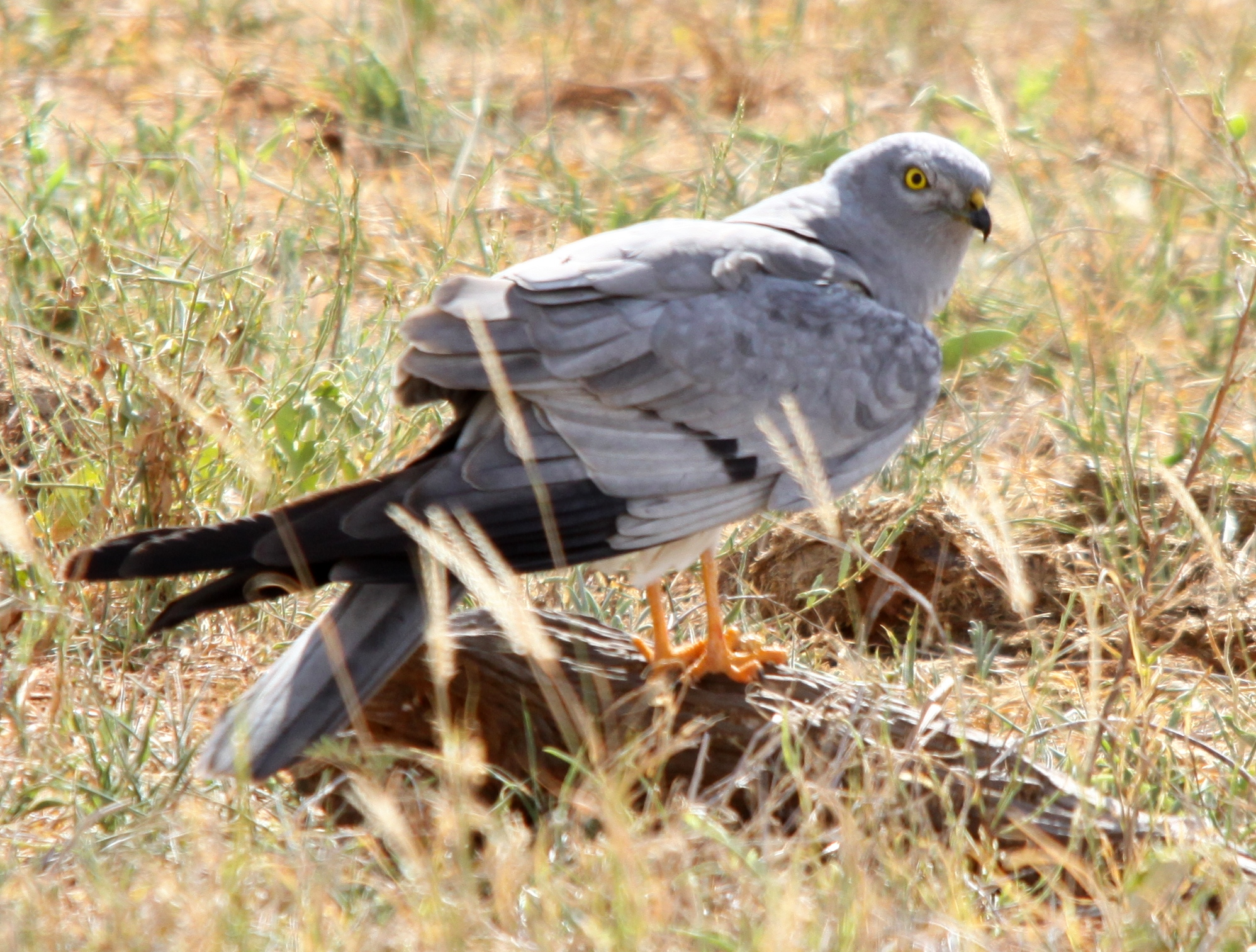
Arpella cendrosa, Ocell de l'Any 2023.

(Els anys 1989 i 1991 no es va designar a l'Ocell de l'Any)
- 1988: Xurra
- 1990: Trencalòs
- 1992: Cigonya blanca
- 1993: Xoriguer petit
- 1994: Martinet ros comú
- 1995: Colom canari cuafosc
- 1996: Blauet comú
- 1997: Xarxet marbrenc
- 1998: Milà reial
- 1999: Gall fer comú
- 2000: Àguila imperial ibèrica
- 2001: Baldriga baleàrica
- 2002: Fotja banyuda
- 2003: Somorgollaire comú
- 2004: Pioc salvatge eurasiàtic
- 2005: Àguila cuabarrada
- 2006: Alosa becuda
- 2007: Ocell de tempesta europeu[3]
- 2008: Xibec cap-roig[4]
- 2009: Repicatalons eurasiàtic[5]
- 2010: Voltor negre[6]
- 2011: Mussol comú[7]
- 2012: Gaig blau comú[8]
- 2013: Baldriga cendrosa mediterrània[9]
- 2014: Oreneta comuna[10]
- 2015: Tórtora eurasiàtica
- 2016: Pardal comú
- 2017: Sisó comú[11]
- 2018: Òliba comuna
- 2019: Corriol camanegre
- 2020: Guatlla comuna
- 2021: Falciot negre
- 2022: Cuaenlairat rogenc
- 2023: Arpella cendrosa
- 2024: Bitó comú